# Хелл, Гюнтер
Гюнтер Хелл (нем. Günther Hell, род. 30 августа 1978, Больцано, Италия) — бывший итальянский хоккеист, выступал за сборную Италии.

## Достижения

### Клубные
- Чемпион Италии: 1998, 2000, 2012
- Победитель Кубка Италии: 2003, 2007
- Победитель Суперкубка Италии: 2004

### В сборной
- Лучший вратарь чемпионата мира 2004 в первом дивизионе (по среднему количеству пропущенных шайб за матч)
- Победитель чемпионата мира 2005 в первом дивизионе